# Polygala orbicularis
Polygala orbicularis är en jungfrulinsväxtart som beskrevs av George Bentham. Polygala orbicularis ingår i släktet jungfrulinssläktet, och familjen jungfrulinsväxter. Inga underarter finns listade i Catalogue of Life.